# کرسنت (اکلاهما)
کرسنت(به انگلیسی: Crescent) شهری در ایالت اکلاهما کشور ایالات متحده آمریکا است که جمعیت آن در سرشماری سال ۲۰۱۰ میلادی، ۱٬۴۱۱ نفر بوده‌است.